# Диалоги Платона
Диалоги Платона — сочинения древнегреческого афинского философа Платона (428/427 до н. э. — 348/347 до н. э.) в форме диалогов между различными историческими и вымышленными персонажами. Представляют собой значительную часть всех платоновских сочинений — так называемого «платоновского корпуса» (лат. Corpus Platonicum). Имя самого значимого персонажа каждого диалога обычно вынесено в название диалога.

## Характерные черты и приёмы диалогов
Во всех диалогах Платона исследователи разных эпох находили схожие черты, стилистические и содержательные приёмы, которые помогают глубже понимать произведения философа, так как он доносил свою мысль в том числе с помощью них.

### Диалогическая форма
Само построение произведений в виде диалога, а иногда и диалога в диалоге (например, в Федоне) является неслучайным. Платон признавал устную форму философствования более достойной, чем письменную. Связано это было с тем, что «письменный логос» не может себя «защитить». То есть, изложив нечто в письменной форме, автор обрекает написанное на критику, против которой его мысль неспособна защититься в силу того, что книга «молчит». Будучи убеждённым в диалектическом способе постижения истины, Платон излагал свои идеи именно в форме диалога как наиболее приближенной к виду живого разговора. Однако диалог также нельзя считать полным эквивалентом устного слова, так как он так или иначе является всё же писаным, а самой правильной формой философствования Платон признавал именно устную. Кроме того, именно в виде диалога представлялся философу процесс мышления, который определялся им как «разговор души с самой собой». Этим объясняется и та особенность, что общение всегда ведётся исключительно с одним оппонентом.

### Неравенство участников
Одной из характерных черт диалогов также является неравенство участников, ведущих их. В каждом произведении всегда есть ведущий персонаж (Сократ, а затем и другие герои), который контролирует ход диалога, задаёт вопросы своему оппоненту. Представляется, что Платон намеренно прописывал своих героев неравными в том числе по интеллектуальным способностям, а также в нравственном отношении, чтобы в том числе показать, что может мешать человеку стать настоящим диалектиком, философом (так, например, в «Горгии» Калликл представлен как «неподходящий» для философии человек в силу недостаточности его нравственной культуры, несмотря на то, что он весьма умён). Кроме того, неравенство спорящих трактуется и как необходимое условие для достижения определённой финальной точки рассуждения. Если бы собеседники в диалоге были равны в своих диалектических способностях, то большинство диалогов должны были бы заканчиваться апориями или же просто не достигали бы никакой конечной истины. Поэтому ведущий собеседник всегда способен ответить на любые выпады оппонента.

### Эпизоды «умолчания»
Одной из ярких черт диалогов Платона являются так называемые «эпизоды умолчания», когда Сократ или иной ведущий собеседник откладывает обсуждение тех или иных вопросов, не возвращаясь к ним затем. Кроме того, в диалогах довольно часто встречаются фразы и утверждения, отсылающие читателя к тем или иным идеям Платона, которые, однако, нельзя найти в других диалогах. В связи с этим возникло представление о существовании т. н. «неписаного учения» Платона. Исследователи платоновских текстов сделали вывод о его существовании и на основе того, что, например, Аристотель в своих трудах часто спорит с теми или иными платоновскими идеями, которые не высказаны в диалогах. То, что философия Платона во многом лежит за пределами написанного им, объясняется, во-первых, тем, что он не видел смысла в обсуждении «более важных предметов» в письменном виде. Во-вторых, существуют предположения, что диалоги могли служить опорой для учеников Академии, в которой философии обучались в основном в устной форме (по крайней мере при жизни Платона), для припоминания каких-либо моментов. Кроме того, подобное поведение ведущего участника диалога, который сознательно шёл на ограничение глубины философских исканий в процессе диалога, объясняется и тем, что философия Платона являлась «эсотерическим» учением, то есть предназначенным для подготовленных слушателей и читателей.

### Отход от темы
Одним из способов обоснования своей позиции, применяемых ведущим собеседником, является временный отход от непосредственной темы разговора с целью рассмотрения отдельных значимых деталей, причём пролегающих на уровень выше, чем сам диалог. Так называемые ситуации «помощи» своему слову у ведущего собеседника связаны с затрагиванием более фундаментальных принципов, приближающихся к основам платоновской философии. При этом, данный приём применяется в ситуациях, когда тезис ведущего собеседника уже подтверждён рядом оснований, однако требует более прочной защиты от опровержения.

### Приёмы в построении диалога
Платон, чтобы усилить свою мысль в диалогах, прибегал к ряду литературных приёмов. Одним из них является наличие в каждом диалоге единого лейтмотива, «сквозного действия», понимание которого делает более понятным и смысл диалога. Это некоторое действие главных героев произведения, которое тянется через всё повествование и в рамках которого и проходит весь спор. Например, в «Хармиде» таким сквозным действием становится порыв главного героя стать учеником Сократа, вокруг которого и строится композиция произведения.
Ирония Сократа — ещё один характерный приём диалогов. При этом, платоновская ирония строго ограничена по области применения и никогда не затрагивает действительно важных, «божественных» высших областей. Она используется Платоном в разных целях: в одних диалогах она является сюжетообразующим, центральным приёмом, определяющим поведение всех персонажей, в других — служит для разрядки отдельных ситуаций, высмеивания пороков отдельных героев или даже единичных действий. Кроме того, зачастую, для понимания этой иронии следует уже иметь определённые знания в платоновской философии, после чего становится ясен подлинный смысл диалога.
Ещё одним приёмом ведущего собеседника является ведение диалога с воображаемым героем. Подобная тактика применяется в тех случаях, когда направляющему герою необходимо для защиты своей позиции обратиться к предметам более высокого порядка, обсуждение которых с его реальными собеседниками не представляется возможным ввиду их недостаточной подготовленности. Ярким примером подобного диалога является повествование Сократа о своей беседе с прорицательницей Диотимой в диалоге «Пир».
Неоднозначным приёмом является передача философского логоса в форме мифа. Самими героями мифологическое повествование и изложение непосредственно философской мысли преподносятся как две различные формы передачи знания. Однако особенностью платоновского мифа является то, что зачастую в процессе изложения мифа повествующий переходит к передаче собственно логоса, а сам миф становится только рамкой для его повествования. Кроме того, порой миф является не просто художественным сюжетом, но изложение того, во что верит и сам Платон.

## Список диалогов
Согласно последовательности, установленной Трасиллом (Диоген Лаэртский, О жизни, учениях и изречениях знаменитых философов, книга III), с указанием русских переводов.
Первая тетралогия
- Евтифрон, или О благочестии
- Апология Сократа
  - Апология Сократа (перевод М. С. Соловьёва);
  - перевод С. А. Жебелёва, 1923.
- Критон, или О должном
  - Критон (перевод М. С. Соловьёва);
  - перевод С. А. Жебелёва, 1923.
- Федон, или О душе
  - перевод С. А. Жебелёва, 1923.

Вторая тетралогия
- Кратил, или О правильности имен
- Теэтет, или О знании
- Софист, или О сущем
- Политик, или О царской власти

Третья тетралогия
- Парменид, или Об идеях
- Филеб, или О наслаждении
  - перевод Н. В. Самсонова.
- Пир, или О благе
  - перевод И. Д. Городецкого, 1908;
  - перевод С. А. Жебелёва, 1922.
- Федр, или О любви
  - перевод С. А. Жебелёва, 1923.
  - Федр (перевод А. Н. Егунова)

Четвертая тетралогия
- Алкивиад Первый
- Алкивиад Второй, или О молитве
- Гиппарх, или Сребролюбец
- Соперники, или О философии

Пятая тетралогия
- Феаг, или О философии
- Хармид, или Об умеренности
- Лахет, или О мужестве
- Лисид, или О дружбе

Шестая тетралогия
- Евтидем, или Спорщик
- Протагор, или Софисты
  - перевод В. С. Соловьёва.
- Горгий, или О риторике
- Менон, или О добродетели

Седьмая тетралогия
- Гиппий больший, или О прекрасном
- Гиппий меньший, или О лжи
- Ион, или об Илиаде
- Менексен, или Надгробное слово

Восьмая тетралогия
- Клитофонт, или Вступление
- Государство, или О справедливости
  - Государство (перевод А. Н. Егунова)
- Тимей, или О природе
  - перевод В. Н. Карпова, 1872 г.
- Критий, или Атлантида

Девятая тетралогия
- Минос, или О законе
- Законы, или О законодательстве
- Послезаконие, или Ночной совет, или Философ
- Тринадцать писем